# Driss
Driss (arabisch إدريس, DMG Idrīs) ist als Variante von Idris ein im Maghreb vorkommender arabischer männlicher Vorname, der insbesondere in Marokko gebräuchlich ist. In Westafrika gibt es die Variante Idrissa.

## Namensträger

### Vorname
- Driss Basri (1938–2007), marokkanischer Politiker
- Driss Chraïbi (1926–2007), marokkanischer Schriftsteller
- Driss Debbagh (1921–198*), marokkanischer Diplomat und Politiker
- Driss El Himer (* 1974), marokkanisch-französischer Langstreckenläufer
- Driss Jettou (* 1945), marokkanischer Politiker
- Driss Maazouzi (* 1969), marokkanisch-französischer Leichtathlet

### Familienname
- Hichem Driss (* 1968), tunesischer Fotograf
- Mohamed Driss (* 19**), tunesischer Schriftsteller, Schauspieler und Theaterleiter

### Künstlername
- Driss ben Hamed Charhadi (1937–1986), marokkanischer Erzähler